# Верзякино
Верзя́кино — деревня в составе Сакулинского сельского поселения Палехского района Ивановской области. 

## География
Деревня находится на юго-востоке Палехского района, в 15 км к юго-востоку от Палеха, (32 км по автодорогам). Верзякино расположено на реке Исток.

## Население
| 1859 | 1905 | 2010 |
| ---- | ---- | ---- |
| 171  | ↘110 | ↘27  |

## История
В Российской Империи деревня входила в Вязниковский уезд Владимирской губернии. По декрету ВЦИК от 24 мая 1926 года деревня Верзякино отошла от Вязниковского уезда к Шуйскому уезду Иваново-Вознесенской губернии.